# Leonie Krippendorff
Leonie Krippendorff (* 2. Mai 1985 in Westberlin) ist eine deutsche Filmregisseurin und Drehbuchautorin.

## Leben
Leonie Krippendorff wuchs mit einem Bruder bei ihrer Mutter auf. Das Umfeld, in dem sie mit ihrer Familie lebte – eine große Wohngemeinschaft mit u. a. Musikern und Kunststudenten –, prägte sie eigenen Angaben zufolge stark. Krippendorff schloss die Realschule ab. Von 2004 bis 2007 absolvierte sie eine Ausbildung zur Fotodesignerin an der privaten Berufsfachschule für Design BEST-Sabel in Berlin. Danach war Krippendorff als freie Fotografin tätig. Mit praktischen Film- und Redaktionserfahrungen kam sie zwischen 2007 und 2008 bei dem Regionalsender Havelland Television im brandenburgischen Nennhausen in Berührung.
Krippendorff studierte von 2009 bis 2016 Regie an der Hochschule für Film und Fernsehen Konrad Wolf in Potsdam-Babelsberg. Ihr Abschlussfilm "Looping" (D 2016) lief vielbeachtet auf internationalen Filmfestivals, wurde mehrfach ausgezeichnet und kam ins Kino. Er handelt von der intensiven Beziehung dreier Frauen (dargestellt von Jella Haase, Lana Cooper und Marie-Lou Sellem) in einer psychiatrischen Klinik. Hauptdarstellerin Jella Haase gewann für ihre Leistung als Leila den Preis des Internationalen Filmfestivals von Guadalajara sowie eine Nominierung für den Filmpreis Jupiter.
Mit dem Drehbuch für ihren zweiten Spielfilm Kokon (2020) nahm Krippendorff 2018 an der Berlinale Talents Script Station teil. Der fertige Film, mit Lena Urzendowsky, Lena Klenke sowie erneut Jella Haase in den Hauptrollen besetzt, wurde bei der Berlinale 2020 als Eröffnungsfilm des Generation 14plus-Wettbewerbs ausgewählt. Kokon handelt von der Einsamkeit des Individuums und thematisiert den Zusammenhalt in unerwarteten Situationen. 
Noch vor der Premiere von Kokon wurde Krippendorff gemeinsam mit u. a. ihren Regiekolleginnen Nora Fingscheidt (Systemsprenger) und Sudabeh Mortezai (Joy) von dem amerikanischen Branchenblatt Variety zu den „10 Europeans to Watch 2020“ gezählt.
Kokon wurde anschließend auf über 70 internationalen Filmfestivals gezeigt und kam in zahlreichen Ländern ins Kino. Der Film gewann u. a. den Bayerischen Filmpreis in der Kategorie Beste Nachwuchsregie.

## Filmografie
- 2010: Kopfsprung (Kurz-Dokumentarfilm)
- 2012: Streuner (Kurzfilm)
- 2013: Teer (Kurzfilm)
- 2016: Looping
- 2016: Fucking Berlin (nur Drehbuch)
- 2020: Kokon
- 2021: Loving Her (Fernsehserie)

## Auszeichnungen
- 2020 Bayerischer Filmpreis in der Kategorie Beste Nachwuchsregie für Kokon